# مارلون فريتاس
مارلون فريتاس (27 مارس 1995 في البرازيل - ) هو لاعب كرة قدم برازيلي في مركز الوسط. لعب مع نادي فلومينينسي وFort Lauderdale Strikers (2006–2016) ‏.

## وصلات خارجية
- مارلون فريتاس على موقع قاعدة بيانات كرة القدم.إي يو (الإنجليزية)
- مارلون فريتاس على موقع Soccerway.com (الإنجليزية)